# جان کازنز (بازیکن فوتبال)
جان کازنز (انگلیسی: John Cozens؛ زادهٔ ۱۴ مهٔ ۱۹۴۶) بازیکن فوتبال اهل بریتانیا است.
از باشگاه‌هایی که در آن بازی کرده‌است می‌توان به باشگاه فوتبال هیلینگدون بورو، باشگاه فوتبال کمبریج یونایتد، باشگاه فوتبال پیتربورو یونایتد، باشگاه فوتبال تونبریج آنجلز، و باشگاه فوتبال نوتس کانتی اشاره کرد.